# Кунеґундув
Кунеґундув (пол. Kunegundów) — село в Польщі, у гміні Цепелюв Ліпського повіту Мазовецького воєводства.
Населення — 142 особи (2011).
У 1975-1998 роках село належало до Радомського воєводства.

## Демографія
Демографічна структура станом на 31 березня 2011 року:
|          | Загалом | Допрацездатний вік | Працездатний вік | Постпрацездатний вік |
| -------- | ------- | ------------------ | ---------------- | -------------------- |
| Чоловіки | 69      | 12                 | 48               | 9                    |
| Жінки    | 73      | 18                 | 39               | 16                   |
| Разом    | 142     | 30                 | 87               | 25                   |